# Sintesi e tecniche speciali inorganiche
Con il termine sintesi e tecniche speciali inorganiche ci si riferisce ad una branca teorico-pratica della chimica inorganica che si occupa principalmente di particolari metodiche sintetiche ed analitiche applicate.
Studia le metodologie di sintesi in linee da vuoto/gas inerte con l'uso di vetreria speciale, reazioni sotto pressione in autoclave, sintesi a temperature molto basse, sintesi condotte dentro particolari matrici sintetiche o naturali come le zeoliti, manipolazione e sintesi di composti particolarmente instabili ecc.
In ambito analitico sfrutta metodi di separazione quali la cromatografia in ambiente inerte, la gascromatografia, gas-massa ecc.; l'identificazione e caratterizzazione di composti di coordinazione e organometallici è effettuata con l'ausilio della spettroscopia IR, Risonanza magnetica nucleare (NMR), Raman, Mössbauer, raggi X su monocristallo e polveri, spettroscopia fotoelettronica.